# Macromphalina apexplanum
Macromphalina apexplanum là một loài ốc biển rất nhỏ, là động vật thân mềm chân bụng sống ở biển trong họ Vanikoridae.

## Miêu tả
Chiều dài tối đa của vỏ ốc được ghi nhận là 1.5 mm.

## Môi trường sống
Độ sâu tối thiểu được ghi nhận là 10 m. Độ sâu tối đa được ghi nhận là 25 m.